# فيرنون ن. بينيت
فيرنون ن. بينيت هو سياسي أمريكي، ولد في 18 أغسطس 1936 في وينترست في الولايات المتحدة، وتوفي في 30 نوفمبر 2008 في دي موين في الولايات المتحدة. نشط حزبياً في الحزب الديمقراطي. وقد انتخب عضو مجلس نواب ولاية آيوا ‏.